# Мэдисон (имя)
Мэдисон, также Ма́дисон (англ. Madison) — англоязычное мужское и женское имя. Изначально фамилия английского происхождения, ставшая популярным в США личным именем.

## Значение
Имя Мэдисон, которое часто встречается в форме с двумя буквами «d» в Северо-Восточной Англии, происходит от имени Мэтисон (англ. Mathieson), которое означает «сын Мэттью». Кроме этого, возможно, иногда может означать «сын Мэдди» (англ. son of Maddy), где Мэдди — уменьшительная форма имени Мод (англ. Maud).

## Распространение

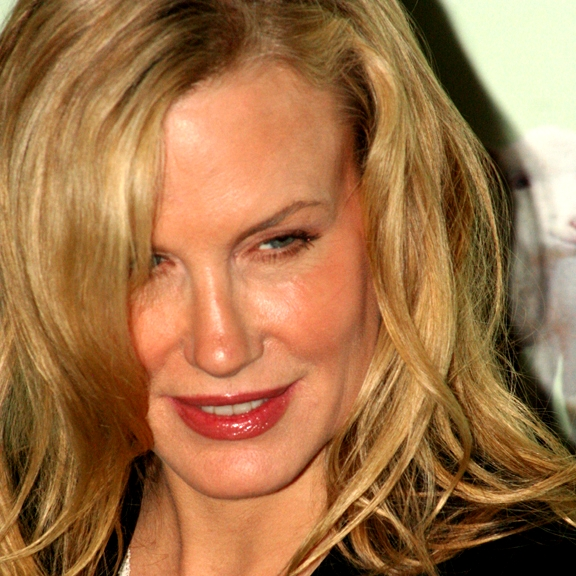
Дэрил Ханна исполнила роль Мэдисон в фильме «Всплеск».

Долгое время Мэдисон было исключительно мужским именем, но в конце XX века стало популярным в качестве женского имени. Росту популярности главным образом способствовал кинофильм «Всплеск» 1984 года, где главную героиню звали Мэдисон. С 1985 года популярность имени начала расти, достигнув второго места по распространенности среди новорожденных девочек в США в 2001 году. К 2009 году имя упало до седьмой позиции.
В качестве мужского, имя Мэдисон находилось в списке 1000 самых популярных имен до 1952 года. Имя вернулось в список в 1987 году и оставалось там до 1999 года. В 2009 году у имени вновь возросла популярность и оно достигло 858 позиции. Тем не менее, мужское имя Мэдисон остается достаточно редким.